# Ambassade du Suriname en France
L'ambassade du Suriname en France est la représentation diplomatique de la république du Suriname auprès de la République française. Elle est située 94, rue du Ranelagh dans le 16e arrondissement de Paris, la capitale du pays. Son ambassadeur est, depuis 2022, Henry Ori.

## Consulat
Le Suriname possède un consulat général à Cayenne, en Guyane.

## Liste des ambassadeurs
| Date de nomination | Date de remise des lettres de créance | Date de remise des lettres de créance | Diplomate                |
| ------------------ | ------------------------------------- | ------------------------------------- | ------------------------ |
| ?                  | 7 février 1996                        | [ JORF 1 ]                            | Ewald Cornelis Leeflang  |
| ?                  | 10 décembre 2002                      | [ JORF 2 ]                            | Gerhard Otmar Hiwat      |
| ?                  | 6 juin 2011                           | [ JORF 3 ]                            | Harvey Harold Naarendorp |
| ?                  | 6 juillet 2015                        | [ JORF 4 ]                            | Reggy Martiales Nelson   |
| ?                  | 22 juillet 2022                       | [ JORF 5 ]                            | Henry Ravindredath Ori   |
| ?                  | 29 février 2024                       | [ JORF 6 ]                            | Nawin Ryan Nannan        |